# Boliviaans voetbalelftal in 2002
Het Boliviaans voetbalelftal speelde in totaal vijf officiële interlands in het jaar 2002, alle vriendschappelijk. La Verde ("De Groenen") stond onder leiding van oud-international Carlos Trucco, die na de 1-0 nederlaag tegen Mexico werd afgelost door Vladimir Soria. Op de FIFA-wereldranglijst zakte Bolivia in 2002 van de 70ste (januari 2002) naar de 92ste plaats (december 2002).

## Balans
| Wedstrijden | Wedstrijden | Wedstrijden | Wedstrijden | Doelpunten | Doelpunten | Doelpunten | Punten |
| Gespeeld    | Winst       | Gelijk      | Verlies     | Voor       | Tegen      | Saldo      | Punten |
| ----------- | ----------- | ----------- | ----------- | ---------- | ---------- | ---------- | ------ |
| 5           | 0           | 1           | 4           | 3          | 13         | –10        | 0.200  |

## Interlands
|                                                       | |       |         |                                                                                           |
| 31 januari Vriendschappelijk № 315 «onderlinge duels» | Brazilië                                                                                            | 6 – 0 | Bolivia | Estádio Serra Dourada, Goiânia Toeschouwers: 45.000 Scheidsrechter: Antônio Pereira (BRA) |
| 31 januari Vriendschappelijk № 315 «onderlinge duels» | Cris 43' Gilberto Silva 46' Gilberto Silva 54' José Kléberson 62' Washington 71' Ânderson Polga 81' |       |         | Estádio Serra Dourada, Goiânia Toeschouwers: 45.000 Scheidsrechter: Antônio Pereira (BRA) |

|                                                        |                                          |       |                                        | |
| 13 februari Vriendschappelijk № 316 «onderlinge duels» | Paraguay                                 | 2 – 2 | Bolivia                                | Estadio Antonio Oddone Sarubbi, Ciudad del Este Toeschouwers: 22.000 Scheidsrechter: Ubaldo Aquino (PAR) |
| 13 februari Vriendschappelijk № 316 «onderlinge duels» | José Cardozo 3' Estanislao Struway 90+2' |       | 44' Percy Colque 45' Augusto Andaveris | Estadio Antonio Oddone Sarubbi, Ciudad del Este Toeschouwers: 22.000 Scheidsrechter: Ubaldo Aquino (PAR) |

|                                                     |                                       |       |                    |                                                                                    |
| 27 maart Vriendschappelijk № 317 «onderlinge duels» | Senegal                               | 2 – 1 | Bolivia            | Stade Leopold Senghor, Dakar Toeschouwers: 50.000 Scheidsrechter: Modou Sowe (GAM) |
| 27 maart Vriendschappelijk № 317 «onderlinge duels» | Papa Bouba Diop 44' Mamadou Niang 64' |       | 48' Diego Bengolea | Stade Leopold Senghor, Dakar Toeschouwers: 50.000 Scheidsrechter: Modou Sowe (GAM) |

|                                                   |                             |       |         |                                                                                            |
| 16 mei Vriendschappelijk № 318 «onderlinge duels» | Mexico                      | 1 – 0 | Bolivia | Stanford Stadium, San Francisco Toeschouwers: 37.127 Scheidsrechter: Michael Kennedy (USA) |
| 16 mei Vriendschappelijk № 318 «onderlinge duels» | Juan Francisco Palencia 47' |       |         | Stanford Stadium, San Francisco Toeschouwers: 37.127 Scheidsrechter: Michael Kennedy (USA) |

|                                                        |                                        |       |         |                                                                                    |
| 21 augustus Vriendschappelijk № 319 «onderlinge duels» | Venezuela                              | 2 – 0 | Bolivia | Estadio Olímpico, Caracas Toeschouwers: 25.000 Scheidsrechter: Edison Ibarra (VEN) |
| 21 augustus Vriendschappelijk № 319 «onderlinge duels» | Daniel Noriega 17' Héctor González 20' |       |         | Estadio Olímpico, Caracas Toeschouwers: 25.000 Scheidsrechter: Edison Ibarra (VEN) |

## FIFA-wereldranglijst
| JAN | FEB | MAR | APR | MEI | JUN | JUL | AUG | SEP | OKT | NOV | DEC |
| --- | --- | --- | --- | --- | --- | --- | --- | --- | --- | --- | --- |
| 70  | 71  | 70  | 70  | 70  |     | 74  | 72  | 81  | 79  | 91  | 92  |

## Statistieken
| Carlos Arias          | 1982-04-27 | Club Blooming        | 3 | 0 | 0 | 9  | 0  |
| José Carlos Fernández | 1971-01-24 | Club Bolívar         | 1 | 0 | 0 | 21 | 0  |
| Mauricio Soria        | 1966-06-01 | The Strongest        | 1 | 0 | 0 | 22 | 0  |
| Verdediging           |            |                      |   |   |   |    |    |
| Percy Colque          | 1976-10-23 | Club Bolívar         | 4 | 0 | 1 | 16 | 2  |
| Óscar Sánchez         | 1971-07-16 | Club Bolívar         | 4 | 0 | 0 | 61 | 6  |
| Diego Bengolea        | 1979-12-07 | Club San José        | 3 | 0 | 1 |    |    |
| Eduardo Jiguchi       | 1970-08-24 | Jorge Wilstermann    | 3 | 0 | 0 | 18 | 0  |
| Marco Antonio Sandy   | 1971-08-29 | Club Bolívar         | 3 | 0 | 0 | 92 | 6  |
| Miguel Hoyos          | 1981-03-11 | Oriente Petrolero    | 2 | 1 | 0 |    |    |
| Johnny Nay            | 1975-04-22 | Jorge Wilstermann    | 1 | 0 | 0 |    |    |
| Luis Gatty Ribeiro    | 1979-11-01 | Club Bolívar         | 1 | 0 | 0 | 17 | 0  |
| Neil Rivero           | 1969-06-03 | Guabirá              | 1 | 0 | 0 |    |    |
| José Luis Algaranaz   | 1982-03-11 | Club Bolívar         | 0 | 2 | 0 |    |    |
| Percy Gil             | 1976-11-01 | Club Blooming        | 0 | 1 | 0 |    |    |
| Middenveld            |            |                      |   |   |   |    |    |
| Gonzalo Galindo       | 1974-10-20 | Club Bolívar         | 3 | 1 | 0 |    |    |
| Edgar Olivares        | 1977-01-25 | Club Bolívar         | 3 | 0 | 0 |    |    |
| Raúl Gutiérrez        | 1976-01-08 | Club Blooming        | 3 | 0 | 0 |    |    |
| Wilson Escalante      | 1977-05-06 | Oriente Petrolero    | 2 | 0 | 0 |    |    |
| Limberg Gutiérrez     | 1977-11-19 | Club Blooming        | 2 | 0 | 0 |    |    |
| Franz Calustro        | 1974-03-09 | Unión Central Tarija | 1 | 1 | 0 |    |    |
| Javier Guzmán         | 1985-05-23 | Jorge Wilstermann    | 1 | 1 | 0 |    |    |
| Armando Ibáñez        | 1973-03-04 | Oriente Petrolero    | 1 | 1 | 0 |    |    |
| Rubén Tufiño          | 1970-01-09 | Club Bolívar         | 1 | 1 | 0 | 29 | 1  |
| Joselito Vaca         | 1982-08-12 | Dallas Burn          | 1 | 0 | 0 |    |    |
| Marco Etcheverry      | 1970-09-26 | DC United            | 1 | 0 | 0 | 70 | 13 |
| Darwin Peña           | 1977-08-08 | Real Potosí          | 0 | 1 | 0 |    |    |
| Richard Rojas         | 1975-02-27 | The Strongest        | 0 | 1 | 0 |    |    |
| Luis Camacho          | 1977-05-02 | Club Blooming        | 0 | 1 | 0 |    |    |
| Raúl Justiniano       | 1977-09-29 | Oriente Petrolero    | 0 | 1 | 0 |    |    |
| Juan Carlos Melgar    | 1974-02-07 | Vlag van Bolivia     | 0 | 1 | 0 |    |    |
| Aanval                |            |                      |   |   |   |    |    |
| Augusto Andaveris     | 1979-05-05 | Jorge Wilstermann    | 3 | 0 | 1 | 5  | 1  |
| José Alfredo Castillo | 1983-02-09 | Estudiantes Tecos    | 2 | 1 | 0 | 7  | 1  |
| Joaquín Botero        | 1977-12-10 | Club Bolívar         | 2 | 0 | 0 |    |    |
| Miguel Mercado        | 1975-08-30 | Club Bolívar         | 1 | 0 | 0 | 7  | 1  |
| Carlos Suárez         | 1984-11-28 | Club Blooming        | 1 | 0 | 0 |    |    |
| Diego Cabrera         | 1982-08-13 | Club Blooming        | 0 | 1 | 0 |    |    |
| Adrián Cuéllar        | 1982-09-08 | Guabirá              | 0 | 1 | 0 |    |    |
| Líder Paz             | 1974-12-02 | Oriente Petrolero    | 0 | 1 | 0 | 18 | 3  |
| Róger Suárez          | 1977-04-02 | Oriente Petrolero    | 0 | 1 | 0 |    |    |
| Roberto Torrez        | 1980-08-17 | Oriente Petrolero    | 0 | 1 | 0 | 1  | 0  |

FBF · A-internationals · Selecties · Bondscoaches · Statistieken · Boliviaans vrouwenelftal · Olympisch elftal · Bolivia U21 · Bolivia U20 · Bolivia U19 · Bolivia U18 · Bolivia U17
1926–1949 · 
1950–1959 · 
1960–1969 · 
1970–1979 · 
1980–1989 · 
1990–1999 · 
2000–2009 · 
2010–2019 ·
2020−2029
CC 1999
WK 1930 · 
WK 1950 · 
WK 1994
1926 · 
1927 · 
1927 · 1928 · 1929 · 
1930 · 
1931 · 1932 · 1933 · 1934 · 1935 · 1936 · 1937 · 
1938 · 
1939 · 1940 · 1941 · 1942 · 1943 · 1944 · 
1945 · 
1946 · 
1947 · 
1948 · 
1949 · 
1950 · 
1951 · 1952 · 
1953 · 
1954 · 1955 · 1956 · 
1957 · 
1958 · 
1959 · 
1960 · 
1961 · 
1962 · 
1963 · 
1964 · 
1965 · 
1966 · 
1967 · 
1968 · 
1969 · 
1970 · 
1971 · 
1972 · 
1973 · 
1974 · 
1975 · 
1976 · 
1977 · 
1978 · 
1979 · 
1980 · 
1981 · 
1982 · 
1983 · 
1984 · 
1985 · 
1986 · 
1987 · 
1988 · 
1989 · 
1990 · 
1991 · 
1992 · 
1993 · 
1994 · 
1995 · 
1996 · 
1997 · 
1998 · 
1999 · 
2000 · 
2001 · 
2002 · 
2003 · 
2004 · 
2005 · 
2006 · 
2007 · 
2008 · 
2009 · 
2010 ·
2011 · 
2012 · 
2013 · 
2014 · 
2015 · 
2016 ·
2017 ·
2018 ·
2019 ·
2020 ·
2021 ·
2022 ·
2023 ·
2024
Algerije ·
Andorra ·
Argentinië ·
Brazilië ·
Bulgarije · 
Chili ·
Colombia ·
Costa Rica ·
Cuba ·
Curaçao ·
DDR ·
Duitsland ·
Ecuador ·
Egypte ·
El Salvador ·
Finland ·
Frankrijk ·
Griekenland ·
Guatemala ·
Guyana ·
Haïti ·
Honduras ·
Hongarije ·
Ierland ·
IJsland ·
Irak ·
Iran ·
Jamaica ·
Japan ·
Joegoslavië ·
Kameroen ·
Letland ·
Mexico ·
Myanmar ·
Nicaragua ·
Noord-Korea ·
Oezbekistan ·
Panama ·
Paraguay ·
Peru ·
Polen ·
Portugal ·
Roemenië ·
Rusland ·
Saoedi-Arabië ·
Senegal ·
Servië ·
Slowakije ·
Spanje ·
Trinidad en Tobago ·
Tsjecho-Slowakije ·
Uruguay ·
Venezuela ·
Verenigde Arabische Emiraten ·
Verenigde Staten ·
Zuid-Afrika ·
Zuid-Korea ·
Zwitserland